# Water-polo aux championnats du monde de natation 2013
Navigation
Édition 2011 Édition 2015
Les tournois féminins et masculins de water-polo aux Championnats du monde de natation 2013 ont lieu du  21 juillet au 3 août 2013 à la piscine Bernat Picornell de Barcelone, en Espagne.
Seize équipes participent au quinzième championnat masculin, tandis que seize équipes participent à la onzième édition du championnat féminin.

## Équipes qualifiées
La Fédération internationale de natation a déterminé les compétitions offrant des places qualificatives aux Championnats du monde de 2013 en mettant à jour, le 4 juin 2012, le texte sur les qualifications aux compétitions mondiales qu'elle organise

### Femmes
Seize équipes participent au tournoi féminin des championnats du monde.
| Compétition                           | Date                  | Lieu                  | Nombre de places | Qualifiés                      |
| ------------------------------------- | --------------------- | --------------------- | ---------------- | ------------------------------ |
| Pays organisateur                     | Pays organisateur     | Pays organisateur     | 1                | Espagne                        |
| Ligue mondiale 2012                   | 29 mai au 3 juin 2012 | Changshu (Chine)      | 2                | États-Unis Australie           |
| Jeux olympiques d’été de 2012         | juillet-août 2012     | Londres (Royaume-Uni) | 4                | Hongrie Chine Russie Italie    |
| Championnat d’Europe 2012             | 18 au 28 janvier 2012 | Eindhoven (Pays-Bas)  | 3                | Grèce Pays-Bas Grande-Bretagne |
| Tournoi africain de qualification     | à déterminer          | à déterminer          | 1                | Afrique du Sud                 |
| Tournoi panaméricain de qualification | à déterminer          | à déterminer          | 2                | Canada Brésil                  |
| Tournoi asiatique de qualification    | à déterminer          | à déterminer          | 2                | Kazakhstan Ouzbékistan         |
| Tournoi océanien de qualification     | à déterminer          | à déterminer          | 1                | Nouvelle-Zélande               |
| TOTAL                                 |                       |                       | 16               |                                |

### Hommes
Seize équipes participent au tournoi masculin des championnats du monde.
| Compétition                           | Date                  | Lieu                  | Nombre de places | Qualifiés                           |
| ------------------------------------- | --------------------- | --------------------- | ---------------- | ----------------------------------- |
| Pays organisateur                     | Pays organisateur     | Pays organisateur     | 1                | Espagne                             |
| Ligue mondiale 2012                   | 12 au 17 juin 2012    | Almaty (Kazakhstan)   | 2                | Croatie Italie                      |
| Jeux olympiques d’été de 2012         | juillet-août 2012     | Londres (Royaume-Uni) | 4                | Serbie Monténégro Hongrie Australie |
| Championnat d’Europe 2012             | 16 au 29 janvier 2012 | Eindhoven (Pays-Bas)  | 3                | Allemagne Grèce Roumanie            |
| Tournoi africain de qualification     | à déterminer          | à déterminer          | 1                | Afrique du Sud                      |
| Tournoi panaméricain de qualification | à déterminer          | à déterminer          | 2                | Canada États-Unis                   |
| Tournoi asiatique de qualification    | à déterminer          | à déterminer          | 2                | Chine Kazakhstan                    |
| Tournoi océanien de qualification     | à déterminer          | à déterminer          | 1                | Nouvelle-Zélande                    |
| TOTAL                                 |                       |                       | 16               |                                     |

## Tournoi féminin

### Tour préliminaire

#### Groupe A
| Rang | Équipe      | Pts | J | G | N | P | Bp | Bc | Diff |
| ---- | ----------- | --- | - | - | - | - | -- | -- | ---- |
| 1    | Russie      | 5   | 3 | 2 | 1 | 0 | 41 | 24 | +17  |
| 2    | Espagne     | 4   | 3 | 2 | 0 | 1 | 40 | 23 | +17  |
| 3    | Pays-Bas    | 3   | 3 | 1 | 1 | 1 | 54 | 29 | +25  |
| 4    | Ouzbékistan | 0   | 3 | 0 | 0 | 3 | 13 | 72 | -59  |

| Date       |             | Score |             | Quarts-temps          |
| ---------- | ----------- | ----- | ----------- | --------------------- |
| 21 juillet | Russie      | 22-6  | Ouzbékistan | 5-1 ; 6-1 ; 5-2 ; 6-2 |
| 21 juillet | Espagne     | 14-12 | Pays-Bas    | 2-4 ; 5-1 ; 3-3 ; 4-4 |
| 23 juillet | Ouzbékistan | 3-30  | Pays-Bas    | 1-7 ; 0-9 ; 1-6 ; 1-8 |
| 23 juillet | Espagne     | 6-7   | Russie      | 0-1 ; 2-1 ; 1-3 ; 3-2 |
| 25 juillet | Russie      | 12-12 | Pays-Bas    | 3-3 ; 4-2 ; 1-2 ; 4-5 |
| 25 juillet | Espagne     | 20-4  | Ouzbékistan | 8-1 ; 3-0 ; 6-0 ; 3-3 |

#### Groupe B
| Rang | Équipe           | Pts | J | G | N | P | Bp | Bc | Diff |
| ---- | ---------------- | --- | - | - | - | - | -- | -- | ---- |
| 1    | Australie        | 6   | 3 | 3 | 0 | 0 | 45 | 10 | +35  |
| 2    | Chine            | 4   | 3 | 2 | 0 | 1 | 35 | 21 | +14  |
| 3    | Nouvelle-Zélande | 2   | 3 | 1 | 0 | 2 | 22 | 35 | -13  |
| 4    | Afrique du Sud   | 0   | 3 | 0 | 0 | 3 | 10 | 46 | -36  |

| Date       |                | Score |                  | Quarts-temps          |
| ---------- | -------------- | ----- | ---------------- | --------------------- |
| 21 juillet | Australie      | 15-4  | Nouvelle-Zélande | 3-1 ; 4-2 ; 4-0 ; 4-1 |
| 21 juillet | Chine          | 17-2  | Afrique du Sud   | 4-0 ; 4-0 ; 5-0 ; 4-2 |
| 23 juillet | Afrique du Sud | 7-13  | Nouvelle-Zélande | 2-3 ; 1-3 ; 3-4       |
| 23 juillet | Australie      | 14-5  | Chine            | 1-3 ; 3-2 ; 6-0 ; 4-0 |
| 25 juillet | Australie      | 16-1  | Afrique du Sud   | 4-0 ; 5-1 ; 5-0 ; 2-0 |
| 25 juillet | Chine          | 13-5  | Nouvelle-Zélande | 2-0 ; 4-1 ; 5-3 ; 2-1 |

#### Groupe C
| Rang | Équipe          | Pts | J | G | N | P | Bp | Bc | Diff |
| ---- | --------------- | --- | - | - | - | - | -- | -- | ---- |
| 1    | États-Unis      | 6   | 3 | 3 | 0 | 0 | 38 | 20 | +18  |
| 2    | Canada          | 3   | 3 | 1 | 1 | 1 | 30 | 27 | +3   |
| 3    | Grèce           | 3   | 3 | 1 | 1 | 1 | 29 | 27 | +2   |
| 4    | Grande-Bretagne | 0   | 3 | 0 | 0 | 3 | 20 | 43 | -23  |

| Date       |                 | Score |                 | Quarts-temps          |
| ---------- | --------------- | ----- | --------------- | --------------------- |
| 21 juillet | États-Unis      | 12-8  | Grèce           | 1-2 ; 3-2 ; 4-2       |
| 21 juillet | Canada          | 14-9  | Grande-Bretagne | 3-2 ; 4-3 ; 3-1       |
| 23 juillet | Grande-Bretagne | 7-13  | Grèce           | 1-1 ; 2-2 ; 2-5       |
| 23 juillet | États-Unis      | 10-8  | Canada          | 4-1 ; 2-2 ; 3-2 ; 1-3 |
| 25 juillet | États-Unis      | 16-4  | Grande-Bretagne | 4-0 ; 2-2 ; 3-1 ; 7-1 |
| 25 juillet | Canada          | 8-8   | Grèce           | 2-3 ; 2-3 ; 3-0 ; 1-2 |

#### Groupe D
| Rang | Équipe     | Pts | J | G | N | P | Bp | Bc | Diff |
| ---- | ---------- | --- | - | - | - | - | -- | -- | ---- |
| 1    | Hongrie    | 6   | 3 | 3 | 0 | 0 | 48 | 17 | +31  |
| 2    | Italie     | 4   | 3 | 2 | 0 | 1 | 26 | 22 | +4   |
| 3    | Kazakhstan | 2   | 3 | 1 | 0 | 2 | 23 | 32 | -9   |
| 4    | Brésil     | 0   | 3 | 0 | 0 | 3 | 16 | 42 | -26  |

| Date       |            | Score |            | Quarts-temps          |
| ---------- | ---------- | ----- | ---------- | --------------------- |
| 21 juillet | Hongrie    | 20-6  | Brésil     | 6-2 ; 3-0 ; 8-4       |
| 21 juillet | Italie     | 9-7   | Kazakhstan | 1-3 ; 5-0 ; 2-3 ; 1-1 |
| 23 juillet | Kazakhstan | 9-5   | Brésil     | 2-2 ; 3-0 ; 2-0 ; 2-3 |
| 23 juillet | Hongrie    | 10-4  | Italie     | 3-1 ; 3-1 ; 1-1       |
| 25 juillet | Hongrie    | 18-7  | Kazakhstan | 8-1 ; 4-2 ; 3-2       |
| 25 juillet | Italie     | 13-5  | Brésil     | 2-1 ; 6-0 ; 2-1 ; 3-3 |

### Phase finale
| Date                |            | Score |                  | Quarts-temps                            |
| ------------------- | ---------- | ----- | ---------------- | --------------------------------------- |
| Huitièmes de finale |            |       |                  |                                         |
| 27 juillet          | Russie     | 22-3  | Afrique du Sud   | 5-0 ; 7-2 ; 6-1 ; 4-0                   |
| 27 juillet          | Espagne    | 18-6  | Nouvelle-Zélande | 5-1 ; 4-2 ; 3-2 ; 6-1                   |
| 27 juillet          | Australie  | 25-2  | Ouzbékistan      | 6-0 ; 5-1 ; 9-0                         |
| 27 juillet          | Chine      | 10-11 | Pays-Bas         | 2-2 ; 2-4 ; 3-2 ; 3-3                   |
| 27 juillet          | États-Unis | 14-3  | Brésil           | 3-0 ; 7-1 ; 2-2 ; 2-0                   |
| 27 juillet          | Canada     | 14-8  | Kazakhstan       | 4-2 ; 5-1 ; 3-3 ; 2-2                   |
| 27 juillet          | Hongrie    | 14-5  | Grande-Bretagne  | 4-2 ; 4-2 ; 2-0 ; 4-1                   |
| 27 juillet          | Italie     | 12-13 | Grèce            | 2-2 ; 2-3 ; 1-2 ; 4-2 ; 1-1 ; 0-0 ; 2-3 |
| Quarts de finale    |            |       |                  |                                         |
| 29 juillet          | Russie     | 17-9  | Canada           | 5-2 ; 3-1 ; 4-4 ; 5-2                   |
| 29 juillet          | Australie  | 9-5   | Grèce            | 3-1 ; 1-1 ; 2-2 ; 3-1                   |
| 29 juillet          | États-Unis | 6-9   | Espagne          | 2-4 ; 2-1 ; 1-1 ; 1-3                   |
| 29 juillet          | Hongrie    | 11-7  | Pays-Bas         | 5-1 ; 2-0 ; 2-3                         |
| Demi-finales        |            |       |                  |                                         |
| 31 juillet          | Russie     | 6-9   | Australie        | 2-1 ; 1-3 ; 1-2 ; 2-3                   |
| 31 juillet          | Espagne    | 13-12 | Hongrie          | 5-5 ; 4-4 ; 2-3 ; 2-0                   |
| Finale              |            |       |                  |                                         |
| 2 août              | Australie  | 6-8   | Espagne          | 1-2 ; 2-3 ; 1-1 ; 2-2                   |

P : prolongations ; T : tirs au but.

### Phase de classement
| Date                   |            | Score |            | Quarts-temps                            |
| ---------------------- | ---------- | ----- | ---------- | --------------------------------------- |
| De la 5e à la 8e place |            |       |            |                                         |
| 31 juillet             | Canada     | 8-12  | Grèce      | 1-5 ; 3-1 ; 1-5 ; 3-1                   |
| 31 juillet             | États-Unis | 12-11 | Pays-Bas   | 2-2 ; 4-3 ; 3-2 ; 3-4                   |
| 7e/8e                  |            |       |            |                                         |
| 2 août                 | Canada     | 9-12  | Pays-Bas   | 1-5 ; 2-3 ; 4-3 ; 2-1                   |
| 5e/6e                  |            |       |            |                                         |
| 2 août                 | Grèce      | 12-15 | États-Unis | 4-4 ; 1-2 ; 1-3 ; 4-1 ; 1-0 ; 0-1 ; 1-4 |

| Date            |        | Score |         | Quarts-temps          |
| --------------- | ------ | ----- | ------- | --------------------- |
| 3e et 4e places |        |       |         |                       |
| 2 août          | Russie | 8-10  | Hongrie | 3-3 ; 2-2 ; 2-3 ; 1-2 |

### Tableau d’honneur

#### Classement final
|                    | Équipes          |
| ------------------ | ---------------- |
| Médaille d'or      | Espagne          |
| Médaille d'argent  | Australie        |
| Médaille de bronze | Hongrie          |
| 4                  | Russie           |
| 5                  | États-Unis       |
| 6                  | Grèce            |
| 7                  | Pays-Bas         |
| 8                  | Canada           |
| 9                  | Chine            |
| 10                 | Italie           |
| 11                 | Kazakhstan       |
| 12                 | Nouvelle-Zélande |
| 13                 | Grande-Bretagne  |
| 14                 | Brésil           |
| 15                 | Afrique du Sud   |
| 16                 | Ouzbékistan      |

## Tournoi masculin

### Tour préliminaire

#### Groupe A
| Rang | Équipe           | Pts | J | G | N | P | Bp | Bc | Diff |
| ---- | ---------------- | --- | - | - | - | - | -- | -- | ---- |
| 1    | Grèce            | 6   | 3 | 3 | 0 | 0 | 38 | 15 | +23  |
| 2    | Monténégro       | 4   | 3 | 2 | 0 | 1 | 34 | 12 | +22  |
| 3    | Espagne          | 2   | 3 | 1 | 0 | 2 | 30 | 18 | +12  |
| 4    | Nouvelle-Zélande | 0   | 3 | 0 | 0 | 3 | 8  | 65 | -57  |

| Date       |                  | Score |                  | Quarts-temps          |
| ---------- | ---------------- | ----- | ---------------- | --------------------- |
| 22 juillet | Monténégro       | 4-6   | Grèce            | 0-0 ; 0-3 ; 1-2 ; 3-1 |
| 22 juillet | Espagne          | 18-3  | Nouvelle-Zélande | 3-0 ; 3-1 ; 7-1 ; 5-1 |
| 24 juillet | Nouvelle-Zélande | 4-24  | Grèce            | 2-5 ; 1-8 ; 0-6 ; 1-5 |
| 24 juillet | Monténégro       | 7-5   | Espagne          | 2-3 ; 2-2 ; 2-0 ; 1-0 |
| 26 juillet | Monténégro       | 23-1  | Nouvelle-Zélande | 5-0 ; 8-1 ; 6-0 ; 4-0 |
| 26 juillet | Espagne          | 7-8   | Grèce            | 1-1 ; 0-2 ; 2-3 ; 4-2 |

#### Groupe B
| Rang | Équipe         | Pts | J | G | N | P | Bp | Bc | Diff |
| ---- | -------------- | --- | - | - | - | - | -- | -- | ---- |
| 1    | Croatie        | 6   | 3 | 3 | 0 | 0 | 41 | 15 | +26  |
| 2    | États-Unis     | 4   | 3 | 2 | 0 | 1 | 31 | 19 | +12  |
| 3    | Canada         | 2   | 3 | 1 | 0 | 2 | 32 | 32 | 0    |
| 4    | Afrique du Sud | 0   | 3 | 0 | 0 | 3 | 14 | 52 | -38  |

| Date       |                | Score |                | Quarts-temps          |
| ---------- | -------------- | ----- | -------------- | --------------------- |
| 22 juillet | Croatie        | 9-7   | États-Unis     | 1-1 ; 2-2 ; 3-1 ; 3-3 |
| 22 juillet | Canada         | 17-11 | Afrique du Sud | 4-2 ; 2-3 ; 7-4 ; 4-2 |
| 24 juillet | Afrique du Sud | 3-16  | États-Unis     | 0-4 ; 1-5 ; 2-5 ; 0-2 |
| 24 juillet | Croatie        | 13-8  | Canada         | 3-0 ; 3-3 ; 4-3 ; 3-2 |
| 26 juillet | Croatie        | 19-0  | Afrique du Sud | 3-0 ; 4-0 ; 7-0 ; 5-0 |
| 26 juillet | Canada         | 7-8   | États-Unis     | 2-2 ; 0-1 ; 1-2 ; 4-3 |

#### Groupe C
| Rang | Équipe    | Pts | J | G | N | P | Bp | Bc | Diff |
| ---- | --------- | --- | - | - | - | - | -- | -- | ---- |
| 1    | Serbie    | 6   | 3 | 3 | 0 | 0 | 39 | 26 | +13  |
| 2    | Hongrie   | 3   | 3 | 1 | 1 | 1 | 32 | 27 | +5   |
| 3    | Australie | 3   | 3 | 1 | 1 | 1 | 25 | 26 | -1   |
| 4    | Chine     | 0   | 3 | 0 | 0 | 3 | 21 | 38 | -17  |

| Date       |         | Score |           | Quarts-temps          |
| ---------- | ------- | ----- | --------- | --------------------- |
| 22 juillet | Serbie  | 10-7  | Australie | 4-3 ; 2-0 ; 1-2 ; 3-2 |
| 22 juillet | Hongrie | 13-5  | Chine     | 3-1 ; 4-1 ; 3-2 ; 3-1 |
| 24 juillet | Chine   | 7-9   | Australie | 1-4 ; 1-2 ; 4-1       |
| 24 juillet | Serbie  | 13-10 | Hongrie   | 2-3 ; 5-2 ; 2-2 ; 4-3 |
| 26 juillet | Serbie  | 16-9  | Chine     | 4-3 ; 4-2 ; 5-3 ; 3-1 |
| 26 juillet | Hongrie | 9-9   | Australie | 3-3 ; 1-1 ; 3-3 ; 2-2 |

#### Groupe D
| Rang | Équipe     | Pts | J | G | N | P | Bp | Bc | Diff |
| ---- | ---------- | --- | - | - | - | - | -- | -- | ---- |
| 1    | Italie     | 6   | 3 | 3 | 0 | 0 | 32 | 18 | +14  |
| 2    | Allemagne  | 4   | 3 | 2 | 0 | 1 | 26 | 26 | 0    |
| 3    | Kazakhstan | 2   | 3 | 1 | 0 | 2 | 21 | 25 | -4   |
| 4    | Roumanie   | 0   | 3 | 0 | 0 | 3 | 16 | 26 | -10  |

| Date       |            | Score |            | Quarts-temps          |
| ---------- | ---------- | ----- | ---------- | --------------------- |
| 22 juillet | Italie     | 10-4  | Roumanie   | 4-1 ; 1-1 ; 2-2 ; 3-0 |
| 22 juillet | Allemagne  | 9-8   | Kazakhstan | 3-3 ; 3-0 ; 3-1 ; 0-4 |
| 24 juillet | Kazakhstan | 7-4   | Roumanie   | 1-0 ; 2-2 ; 4-1 ; 0-1 |
| 24 juillet | Italie     | 10-8  | Allemagne  | 3-1 ; 3-1 ; 3-3 ; 1-3 |
| 26 juillet | Italie     | 12-6  | Kazakhstan | 3-0 ; 3-2 ; 2-1 ; 4-3 |
| 26 juillet | Allemagne  | 9-8   | Roumanie   | 4-3 ; 3-0 ; 1-2 ; 1-3 |

### Phase finale
| Date                |            | Score |                  | Quarts-temps                      |
| ------------------- | ---------- | ----- | ---------------- | --------------------------------- |
| Huitièmes de finale |            |       |                  |                                   |
| 28 juillet          | Grèce      | 13-5  | Afrique du Sud   | 3-2 ; 3-2 ; 4-0 ; 3-1             |
| 28 juillet          | Monténégro | 12-4  | Canada           | 2-1 ; 3-0 ; 3-3 ; 4-0             |
| 28 juillet          | Croatie    | 21-4  | Nouvelle-Zélande | 6-1 ; 4-2 ; 8-0 ; 3-1             |
| 28 juillet          | États-Unis | 6-10  | Espagne          | 2-4 ; 2-1 ; 1-2 ; 1-3             |
| 28 juillet          | Serbie     | 13-5  | Roumanie         | 2-1 ; 5-1 ; 3-1 ; 3-2             |
| 28 juillet          | Hongrie    | 16-7  | Kazakhstan       | 2-4 ; 7-1 ; 6-1 ; 1-1             |
| 28 juillet          | Italie     | 11-3  | Chine            | 3-1 ; 3-1 ; 3-0 ; 2-1             |
| 28 juillet          | Allemagne  | 4-8   | Australie        | 0-2 ; 2-2 ; 0-1 ; 2-3             |
| Quarts de finale    |            |       |                  |                                   |
| 30 juillet          | Grèce      | 3-9   | Hongrie          | 1-2 ; 1-1 ; 1-2 ; 0-4             |
| 30 juillet          | Croatie    | 7-6   | Australie        | 1-1 ; 1-1 ; 0-1 ; 3-2 ; 1-1 ; 1-0 |
| 30 juillet          | Serbie     | 8-9   | Monténégro       | 3-2 ; 3-4 ; 2-1 ; 0-2             |
| 30 juillet          | Italie     | 4-3   | Espagne          | 2-2 ; 1-1 ; 1-0 ; 0-0             |
| Demi-finales        |            |       |                  |                                   |
| 1er août            | Hongrie    | 11-10 | Croatie          | 2-3 ; 4-2 ; 3-2 ; 2-3             |
| 1er août            | Monténégro | 10-8  | Italie           | 3-1 ; 2-0 ; 4-3 ; 1-4             |
| Finale              |            |       |                  |                                   |
| 3 août              | Hongrie    | 8-7   | Monténégro       | 2-0 ; 1-2 ; 3-3 ; 2-2             |

P : prolongations ; T : tirs au but.

### Phase de classement
| Date                   |           | Score |           | Quarts-temps                            |
| ---------------------- | --------- | ----- | --------- | --------------------------------------- |
| De la 5e à la 8e place |           |       |           |                                         |
| 1er août               | Grèce     | 11-9  | Australie | 3-1 ; 4-3 ; 2-4 ; 2-1                   |
| 1er août               | Serbie    | 13-14 | Espagne   | 2-2 ; 1-0 ; 2-3 ; 1-1 ; 2-1 ; 0-1 ; 5-6 |
| 7e/8e                  |           |       |           |                                         |
| 3 août                 | Australie | 7-13  | Serbie    | 2-3 ; 2-2 ; 2-4 ; 1-4                   |
| 5e/6e                  |           |       |           |                                         |
| 3 août                 | Grèce     | 8-10  | Espagne   | 2-1 ; 2-5 ; 4-2 ; 0-2                   |

| Date            |         | Score |        | Quarts-temps          |
| --------------- | ------- | ----- | ------ | --------------------- |
| 3e et 4e places |         |       |        |                       |
| 3 août          | Croatie | 10-8  | Italie | 4-2 ; 4-1 ; 1-2 ; 1-3 |

### Tableau d’honneur

#### Classement final
|                    | Équipes          |
| ------------------ | ---------------- |
| Médaille d'or      | Hongrie          |
| Médaille d'argent  | Monténégro       |
| Médaille de bronze | Croatie          |
| 4                  | Italie           |
| 5                  | Espagne          |
| 6                  | Grèce            |
| 7                  | Serbie           |
| 8                  | Australie        |
| 9                  | États-Unis       |
| 10                 | Allemagne        |
| 11                 | Canada           |
| 12                 | Kazakhstan       |
| 13                 | Roumanie         |
| 14                 | Chine            |
| 15                 | Afrique du Sud   |
| 16                 | Nouvelle-Zélande |

#### Équipe championne du monde
- Attila Decker, Viktor Nagy, Bence Bátori, Krisztián Bedő, Ádám Decker, Miklós Gór-Nagy, Balázs Hárai, Norbert Hosnyánszky, Norbert Madaras,

Márton Szivós, Dániel Varga, Dénes Varga, Márton Vámos.